# Mississaugua Golf & Country Club
De Mississaugua Golf & Country Club is een golfclub en een countryclub in Canada. De club werd opgericht in 1906 en bevindt zich in Mississauga, Ontario. De club beschikt over een 18-holes golfbaan met een par van 72 en werd ontworpen door Stanley Thompson.
Naast een golfbaan, beschikt de club ook over een curlingbaan, vier tennisbanen, een brigeclub en een feestzaal.

## Golftoernooien
Voor het golftoernooi is de lengte van de baan voor de heren 6385 m met een par van 72. De course rating is 73,5 en de slope rating is 133.
- Canadees Open: 1931, 1938, 1942, 1951, 1965 & 1974